# دانيال ماروت
دانيال ماروت (بالفرنسية: Daniel Marot)‏ (1661–1752) كان مهندساً معمارياً، مصمم أثاث بروتستانتياً من فرنسا، وحفار في طليعة الباروك طراز «لويس الرابع عشر» . 

## روابط خارجية
- دانيال ماروت على موقع الموسوعة البريطانية (الإنجليزية)